# Anteuil
Cet article possède des paronymes, voir Auteuil et Autheuil.
Pour les articles homonymes, voir Antheuil.
Anteuil est une commune française située dans le département du Doubs, la région culturelle et historique de Franche-Comté et la région administrative Bourgogne-Franche-Comté.

## Toponymie
Anteuil est attesté sous les formes Antogilos (sans date), Anteil en 1135, Antoyle en 1173, Anteuille au XIVe siècle.
Ernest Nègre considère qu'il s'agit du nom de personne roman Anatolius (> Anatole) pris absolument.
Albert Dauzat, Charles Rostaing et Xavier Delamarre comparent avec Antheuil (Côte-d'Or et Oise : Antolium 1175 et Antoilum 1214.) qui semblent contenir l'appellatif gaulois ialon « terre défrichée », puis « village » (cf. gallois tir ial « terre défrichée ») qui a donné les finales -ueil et -euil au nord de la France,. Dans ce cas, le premier élément peut être le gaulois anto- « limite, borne ».
Glainans est mentionné sous la forme Glaenens en 1147. Du nom de personne germanique Glawo, suivi du suffixe germanique -ing-os « propriété »  (cf. allemand -ing-en) qui a donné toutes les finales en -ans de la région.
Bermont est attesté sous les formes Belmont en 1445, Belmont-devant-l'Isle, puis Bermont-Lanthenans.
Les formes anciennes impliquent manifestement un ancien Belmont, comme Bermont (Territoire de Belfort, de Bello Monte 1147). Il s'agit bien d'un « beau mont » comme tous les Belmont et Beaumont. La mutation /l/ > /r/ est commune dans les langues romanes.

## Géographie

### Climat
Pour des articles plus généraux, voir Climat de la Bourgogne-Franche-Comté et Climat du Doubs.
En 2010, le climat de la commune est de type climat de montagne, selon une étude du Centre national de la recherche scientifique s'appuyant sur une série de données couvrant la période 1971-2000. En 2020, Météo-France publie une typologie des climats de la France métropolitaine dans laquelle la commune est dans une zone de transition entre le climat semi-continental et le climat de montagne et est dans la région climatique Jura, caractérisée par une forte pluviométrie en toutes saisons (1 000 à 1 500 mm/an), des hivers rigoureux et un ensoleillement médiocre.
Pour la période 1971-2000, la température annuelle moyenne est de 9,5 °C, avec une amplitude thermique annuelle de 17,1 °C. Le cumul annuel moyen de précipitations est de 1 380 mm, avec 12,5 jours de précipitations en janvier et 10,9 jours en juillet. Pour la période 1991-2020, la température moyenne annuelle observée sur la station météorologique de Météo-France la plus proche, « Branne_sapc », sur la commune de Branne à 7 km à vol d'oiseau, est de 11,1 °C et le cumul annuel moyen de précipitations est de 1 127,0 mm. 
La température maximale relevée sur cette station est de 39 °C, atteinte le 7 août 2015 ; la température minimale est de −19,8 °C, atteinte le 20 décembre 2009,,.
Les paramètres climatiques de la commune ont été estimés pour le milieu du siècle (2041-2070) selon différents scénarios d'émission de gaz à effet de serre à partir des nouvelles projections climatiques de référence DRIAS-2020. Ils sont consultables sur un site dédié publié par Météo-France en novembre 2022.

## Urbanisme

### Typologie
Au 1er janvier 2024, Anteuil est catégorisée commune rurale à habitat dispersé, selon la nouvelle grille communale de densité à 7 niveaux définie par l'Insee en 2022.
Elle est située hors unité urbaine. Par ailleurs la commune fait partie de l'aire d'attraction de Montbéliard, dont elle est une commune de la couronne,. Cette aire, qui regroupe 137 communes, est catégorisée dans les aires de 50 000 à moins de 200 000 habitants,.

### Occupation des sols
L'occupation des sols de la commune, telle qu'elle ressort de la base de données européenne d’occupation biophysique des sols Corine Land Cover (CLC), est marquée par l'importance des forêts et milieux semi-naturels (52,6 % en 2018), une proportion sensiblement équivalente à celle de 1990 (52,5 %). La répartition détaillée en 2018 est la suivante : 
forêts (52,6 %), prairies (32,1 %), zones agricoles hétérogènes (9,1 %), terres arables (4,2 %), zones urbanisées (1,9 %). L'évolution de l’occupation des sols de la commune et de ses infrastructures peut être observée sur les différentes représentations cartographiques du territoire : la carte de Cassini (XVIIIe siècle), la carte d'état-major (1820-1866) et les cartes ou photos aériennes de l'IGN pour la période actuelle (1950 à aujourd'hui).

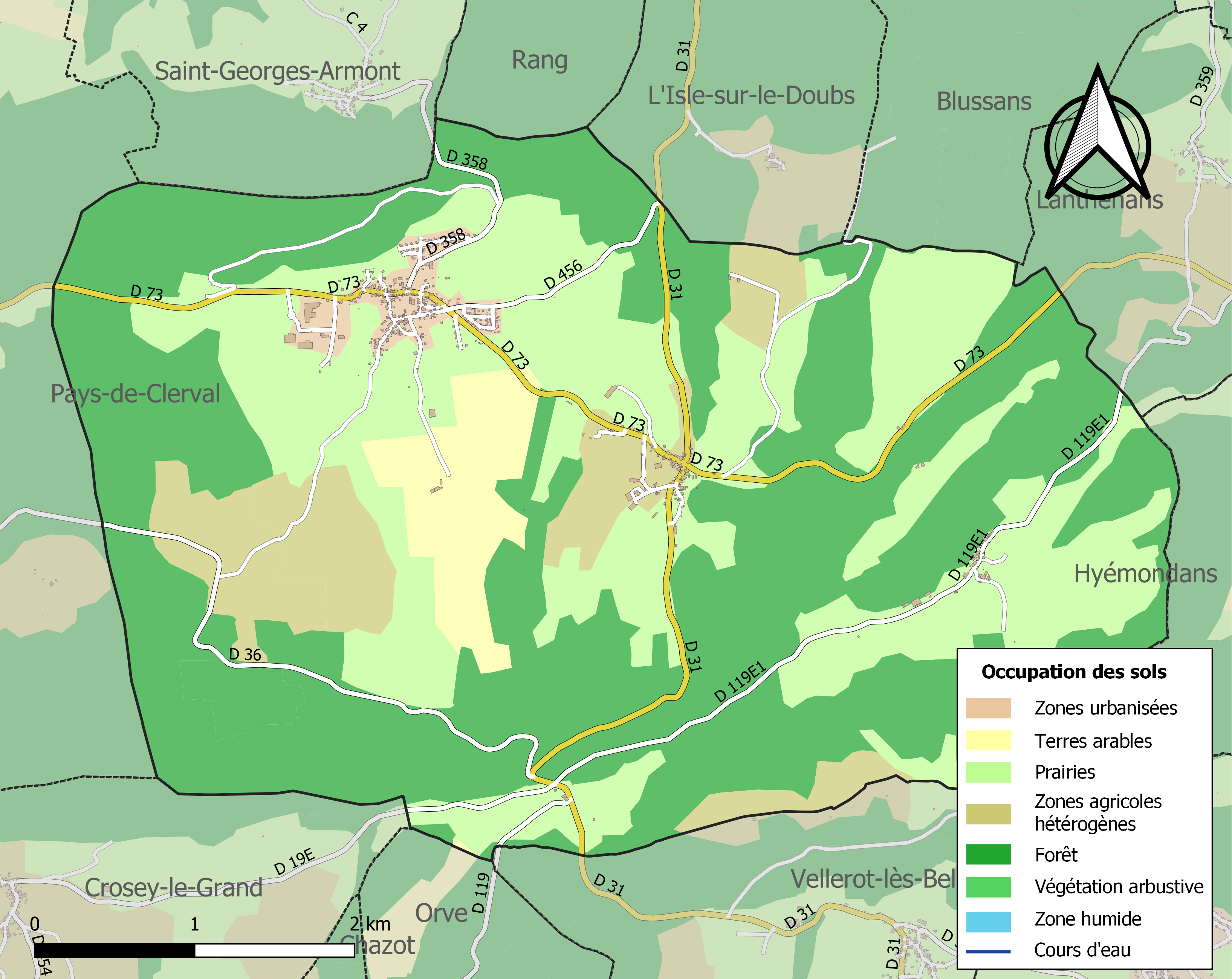
Carte des infrastructures et de l'occupation des sols de la commune en 2018 (CLC).

## Histoire
La seigneurie de Bermont s'appuyait sur le château du même nom construit sur l'actuelle commune d'Anteuil.

### Le château de Bermont
C'est dans une charte de 1136 qu'il est fait mention de Bermont pour la première fois, dans cet acte Thibaud Ier de Rougemont, seigneur de Bermont, donne à l'abbaye des Trois Rois ce qu'il possédait à Brucens. Le château n'est pas cité dans la charte de 1136 ni dans celle de 1147 de l'archevêque Humbert de Scey, ni même dans la bulle du pape Alexandre III qui détaille avec précision les biens du prieuré de Lanthenans qui possédait les terres de Bermont. Le château a certainement donné le nom de la famille de Bermont qui avait en fief le bourg de Bermont et sa forteresse, ainsi que Glainans et Tournedoz. Ce dernier était un hameau composé de quelques maisons alignées tournant toutes le dos au château, d'où son nom de Viredoz puis Tournedolz au XVIe siècle, situé sur les chemins conduisant de Neuchâtel-Urtière à Bermont et de Salins au prieuré de Lanthenans, il a vu son importance grandir jusqu'à devenir une halte pour les convois de sel et les voyageurs.
Le seigneur de Bermont était haut justicier sur ses terres, prélevait la dîme, le droit de cens, l'échute, le lods, la poule, et les corvées.
Les armes de Bermont sont : écartelé, au 1 burelé d'argent et d'azur, qui est de Bermont ; au 2 de gueules, à la bande d'or, accostée de deux cotices du même, qui est de Savigny ; au 3 de gueules, à une épée d'argent, garnie d'or, posée en fasce, qui est de Précipiano ; au 4 d'azur, au rocher de six coupeaux d'argent, surmonté d'une étoile d'or, qui est de Raiscle de la Roche. Couronne de baron. Support : deux lévriers.

### Le château et le bourg

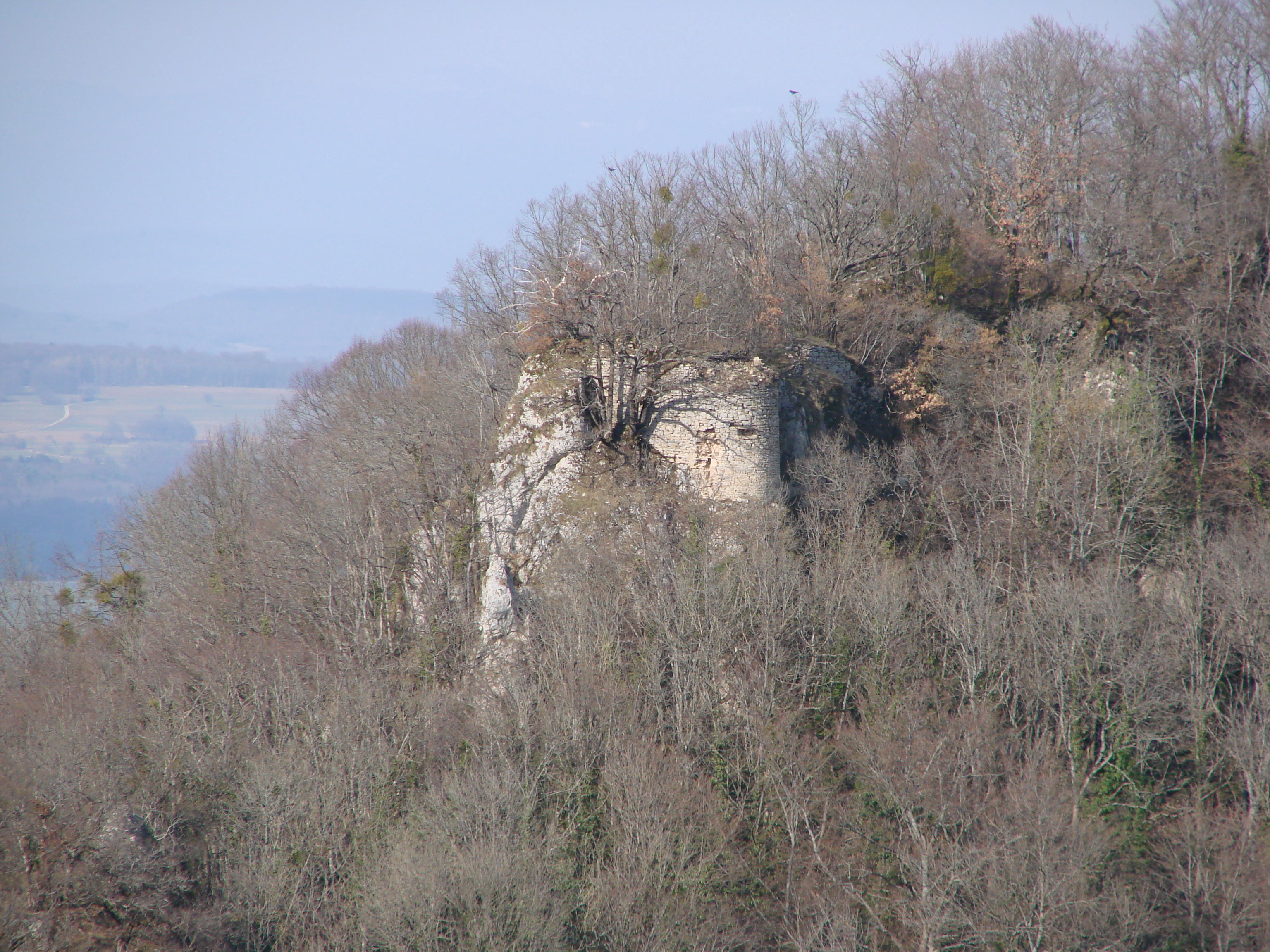
Vestiges des courtines et tour avec cannonière du château de Bermont.

C'est à partir du XIIIe siècle qu'il est fait mention du château, celui-ci s'articulait autour de deux tours (le châtel-devant côté Glainans et le châtel-derrière côté de la Chaîne du Lomont), à ses pieds se dressait la chapelle. En 1479, lors des guerres de Bourgogne, beaucoup de places fortes du comté tombèrent au pouvoir des Français qui en firent démolir un grand nombre, Louis XI fit renverser les deux tours du château de Bermont. Il fut reconstruit dans la première moitié du XVIe siècle par Simon Renard, conseiller de l'empereur et son ambassadeur auprès du roi d'Angleterre. Le château servait de refuge aux habitants de Lanthenans, de Hyémondans et de Sourans en cas de guerre en échange de travaux d'entretien de la forteresse.
Le village était scindé en deux parties, le Grand-bourg qui comptait quatre à cinq maisons au nord de la montagne et le petit-bourg formé de deux à trois habitations. Il est possible que ce soit le prieuré de Lanthenans qui en ait donné les terres à un chevalier en échange de la construction du château pour assurer sa protection comme le laisse supposer le saint protecteur de Bermont qui est saint Laurent, le même que celui de Bermont qui appartenait à ce même prieuré.

### Les Neuchâtel-Bourgogne
En 1325, Thiébaud IV de Neuchâtel-Bourgogne s'était emparé à main armée de la forteresse de Bermont car les familles d'Aucelle et de Bermont refusaient de faire leur devoir de fief. Thiébaud de Neuchâtel en confia la garde à quelques-uns de ses vassaux dont Perrin de Longevelle en 1336, écuyer, et Huguenin Lolya en 1349 ; le fief sera rendu à Guillaume de Bermont en 1350. Ce dernier, parent de Jean de Montferrant, meurt en 1354 ; sa succession fera l'objet de graves discussions entre les seigneurs de Cuisance et Thiébaud V, c'est ce dernier qui emportera les biens. Quinze ans plus tard elle passe au comte de Montbéliard et les Neuchâtel n'en gardent que le titre de fief. Par la suite elle passera à la petite-fille du comte Renaud, mariée à Valerand de Thierstain.

### Transmission du fief
En 1422, la seigneurie est dans les biens de la famille Arménier, Guy Armènier était conseiller et grand-maître du duc Jean sans Peur et il reçut le chatel-derrière de Bermont ainsi que ses dépendances. Il transmit le fief à son petit-fils Jean Arménier.
Après être passée dans les maisons de Montjustin puis d'Armenier, la seigneurie de Bermont fut transmise par mariage à Jean Ier d'Allanjoye. Ce dernier n'ayant pas de postérité la transmettra à Thiébaud de Saint-Maurice, mais à la suite d'un conflit avec Anne de Roppe, prétendante à l'héritage des Montjustin et d'Allanjoye, la seigneurie revint dans la maison de Roppe jusqu'en 1555 date à laquelle elle fut vendue à Simon Renard, conseiller de l'empereur, qui fit rénover la forteresse.
En 1590, Desle de Mouthier l'acheta  et en 1681 c'est Jean-Baptiste Guyot, baron de Maîche, qui en partageait l'usage avec Thomas de Mouthier. En 1750 la seigneurie sera démembrée par Jean Cenet d'Accolans qui l'avait reçue de Gabriel Cenet, seigneur d'Accolans.

### Généalogie

Blason famille de Bermont.

## Politique et administration

### Liste des maires

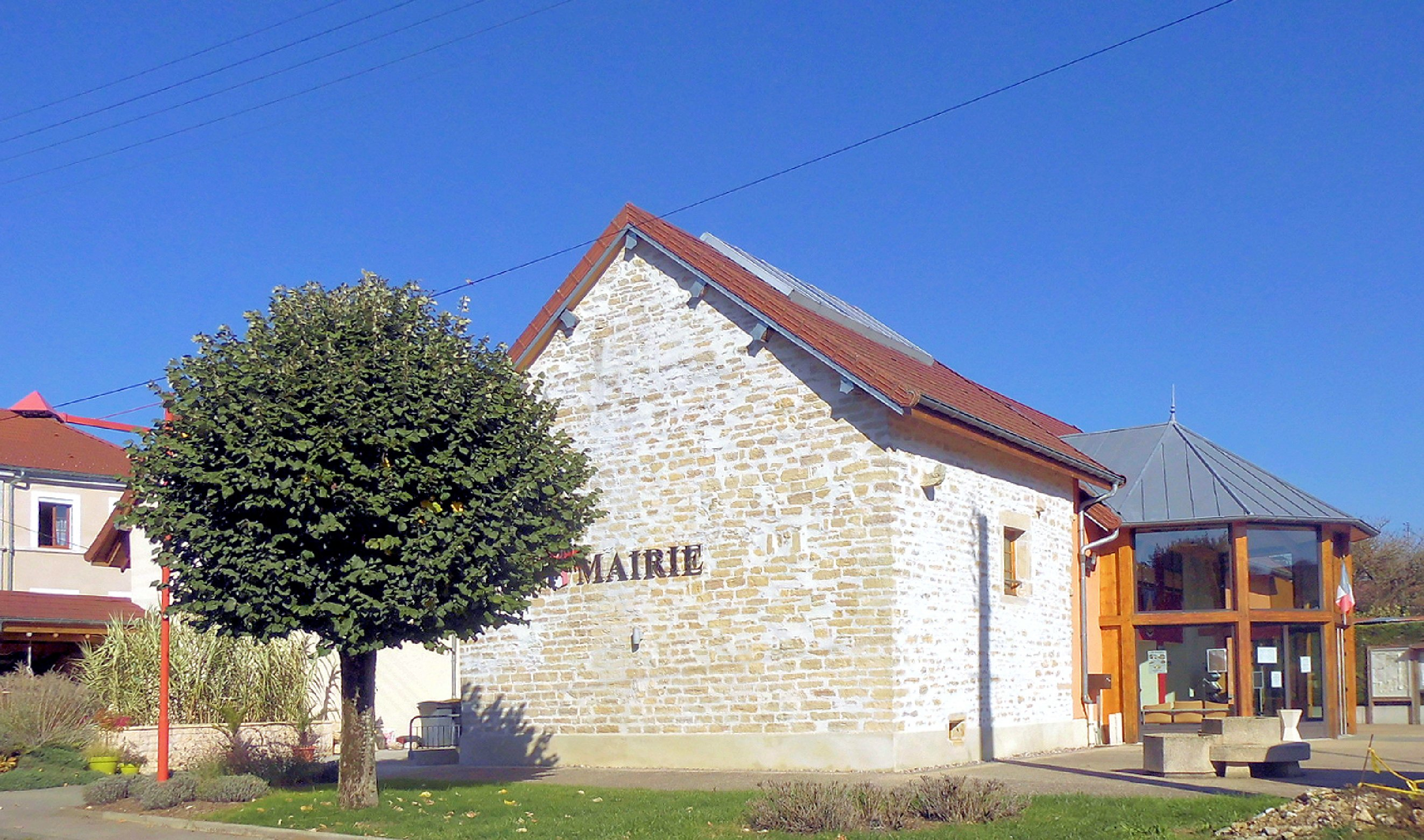
La mairie.

| Période                                  | Période      | Identité          | Étiquette | Qualité                     |
| ---------------------------------------- | ------------ | ----------------- | --------- | --------------------------- |
| 1995                                     |              | Dominique Champon |           |                             |
| mars 2001                                | 2014         | Claude Duquet     | SE        | Retraité Agriculteur        |
| mars 2014                                | octobre 2019 | Éliane Savourey   | SE        | Retraitée Fonction publique |
| octobre 2019                             | mai 2020     | Gérard Jouillerot | SE        | Retraité PSA Peugeot        |
| mai 2020                                 | En cours     | Gérard Jouillerot | SE        | Retraité PSA Peugeot        |
| Les données manquantes sont à compléter. |              |                   |           |                             |

## Démographie
Les habitants sont appelés les Anteuillois.
L'évolution du nombre d'habitants est connue à travers les recensements de la population effectués dans la commune depuis 1793. Pour les communes de moins de 10 000 habitants, une enquête de recensement portant sur toute la population est réalisée tous les cinq ans, les populations de référence des années intermédiaires étant quant à elles estimées par interpolation ou extrapolation. Pour la commune, le premier recensement exhaustif entrant dans le cadre du nouveau dispositif a été réalisé en 2004.

En 2022, la commune comptait 600 habitants, en évolution de −9,91 % par rapport à 2016 (Doubs : +1,88 %, France hors Mayotte : +2,11 %).
| 1793 | 1800 | 1806 | 1821 | 1831 | 1836 | 1841 | 1846 | 1851 |
| ---- | ---- | ---- | ---- | ---- | ---- | ---- | ---- | ---- |
| 452  | 472  | 464  | 426  | 526  | 579  | 624  | 620  | 636  |

| 1856 | 1861 | 1866 | 1872 | 1876 | 1881 | 1886 | 1891 | 1896 |
| ---- | ---- | ---- | ---- | ---- | ---- | ---- | ---- | ---- |
| 533  | 526  | 504  | 467  | 458  | 463  | 497  | 468  | 432  |

| 1901 | 1906 | 1911 | 1921 | 1926 | 1931 | 1936 | 1946 | 1954 |
| ---- | ---- | ---- | ---- | ---- | ---- | ---- | ---- | ---- |
| 409  | 415  | 420  | 402  | 407  | 401  | 362  | 328  | 302  |

| 1962 | 1968 | 1975 | 1982 | 1990 | 1999 | 2004 | 2006 | 2009 |
| ---- | ---- | ---- | ---- | ---- | ---- | ---- | ---- | ---- |
| 309  | 285  | 385  | 524  | 506  | 482  | 472  | 511  | 597  |

| 2014 | 2019 | 2022 | - | - | - | - | - | - |
| ---- | ---- | ---- | - | - | - | - | - | - |
| 658  | 624  | 600  | - | - | - | - | - | - |

## Économie
Anteuil est le siège et le site principal de l'équipementier automobile Delfingen.

## Culture locale et patrimoine

### Lieux et monuments
- Ruines du château de Bermont qui fut bâti au cours du XIIIe siècle[7]. Il surplombait un bourg installé à ses pieds de part et d'autre de la crête qui supportait le château[7]. Celui-ci était divisé en deux parties : châtel-devant (côté de Glainans) et châtel-derrière (côté du Lomont)[7]. Le fief était déjà exprimé en 1292, 1296 et 1299[7].

De nos jours, ces deux parties sont encore très nettement visibles, elles se situent là où il est possible d'admirer les soubassements de deux tours semi-circulaires, dont la première est desservie par les vestiges d'une porte datable du XVe siècle.
Cette forteresse était protégée au nord par un profond fossé taillé dans le roc. À noter, non loin de ce fossé, de nombreuses carrières sont encore visibles. On en a extrait les matériaux pour la construction du château ainsi que du bourg.
Son histoire est assez lacunaire : possession de la famille de Bermont, vassale des Neuchâtel, il passa en diverses mains dont celles des Allenjoie, pour arriver au sein de la famille de Moustiers au tout début du XVIe siècle.
Pris et démantelé pendant les guerres de Bourgogne par les troupes de Louis XI, il fut modernisé pour les armes à feu au début du XVIe siècle, comme le laisse apparaître encore de nos jours la bouche à feu de la tour ruinée orientée au levant et qui surplombe la gorge permettant d’accéder au château. Il servit de campement aux miliciens comtois durant la guerre de Dix Ans et devait être fort ruiné quand survint la conquête française.
Ce site représente le type parfait de l'éperon barré. Cette forteresse devait être des plus imposantes et quasiment imprenable.
Une gravure et une carte postale du début du XXe siècle le représenteraient avec de majestueuses ruines.
- Église de l'Assomption d'Anteuil construite entre 1844 et 1854 et classée aux monuments historiques en 2009.
- Église Saint-Nicolas de Glainans. Construite en 1840 par l'architecte Charles-Louis Clément.
- Chapelle Notre-Dame des Champs de Glainans. Cette chapelle a été construite par le legs d'une généreuse habitante. Elle fut bénie le 15 octobre 1899. Une statue de fonte la surplombe, elle représente Notre-Dame des Champs tenant son Fils Jésus et ayant aux pieds des épis de blé, du raisins, des outils agricoles de l'époque. Sur l'arc en plein-cintre est gravé: "Ils m'ont choisie pour Reine et Gardienne". Elle fut restaurée en 2001.
- Chapelle de Combe Violot. Chapelle privée construite au XIXe siècle à côté d'une ferme aujourd'hui rasée. Cet oratoire dédié à la Vierge Marie fut restaurée en 2004.
- Chapelle Saint-Laurent de Tournedoz.
- Fontaine-lavoir.
- Monument aux morts.
- Mairie.
- Notre Dame de Lourdes : statues qui proviennent de la cour de l'orphelinat où avait été fabriquée une représentation de la grotte de Lourdes.
- Fontaine au lion à Glainans : elle date de 1835, elle faisait, autrefois, office d'abreuvoir et de lavoir.
- Monument aux morts de Glainans.
- Col de Ferrière emprunté par la 7e étape du Tour de France 2019, classé en 4e catégorie au Grand prix de la montagne.

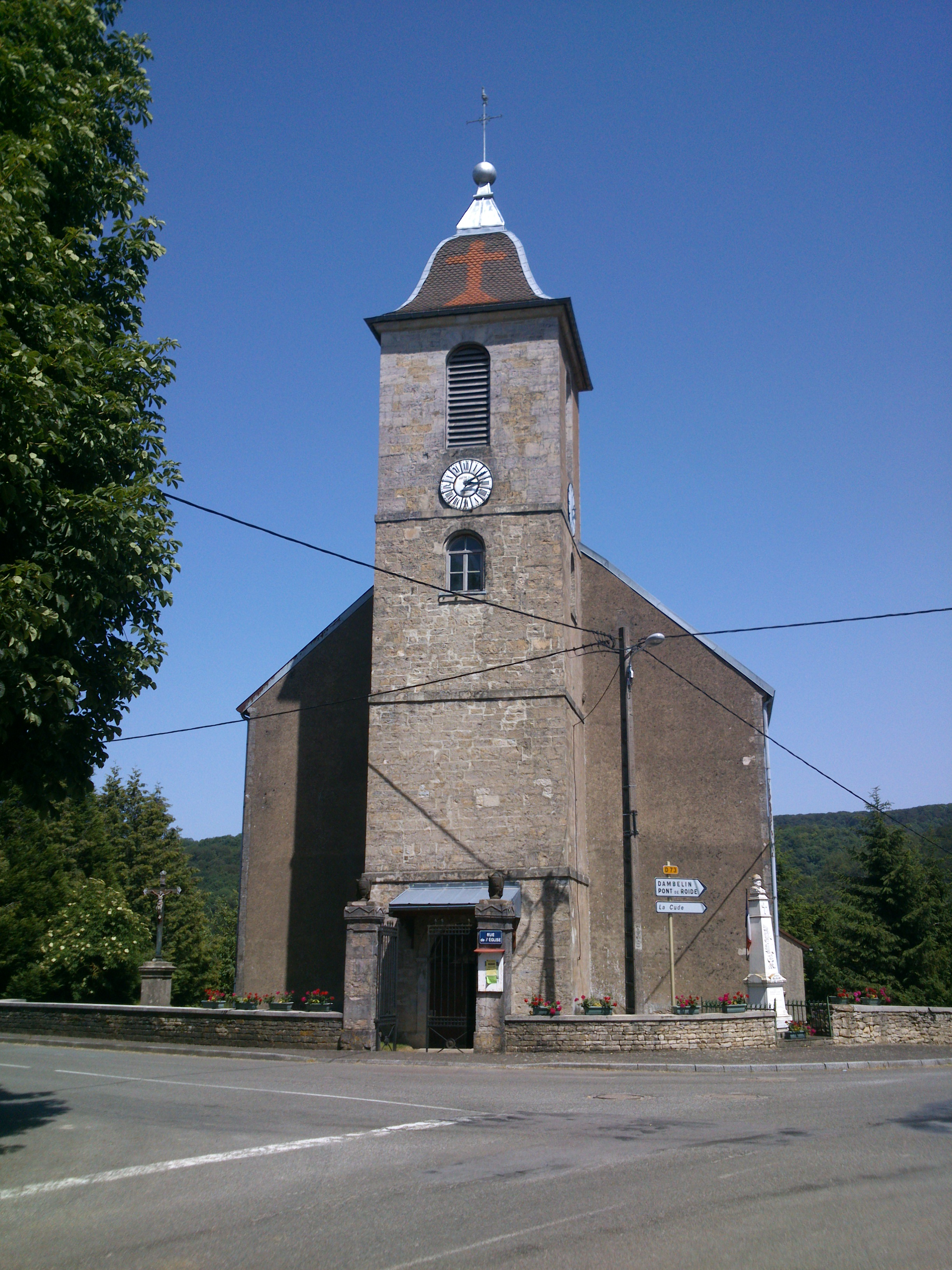
Église Saint-Nicolas de Glainans.
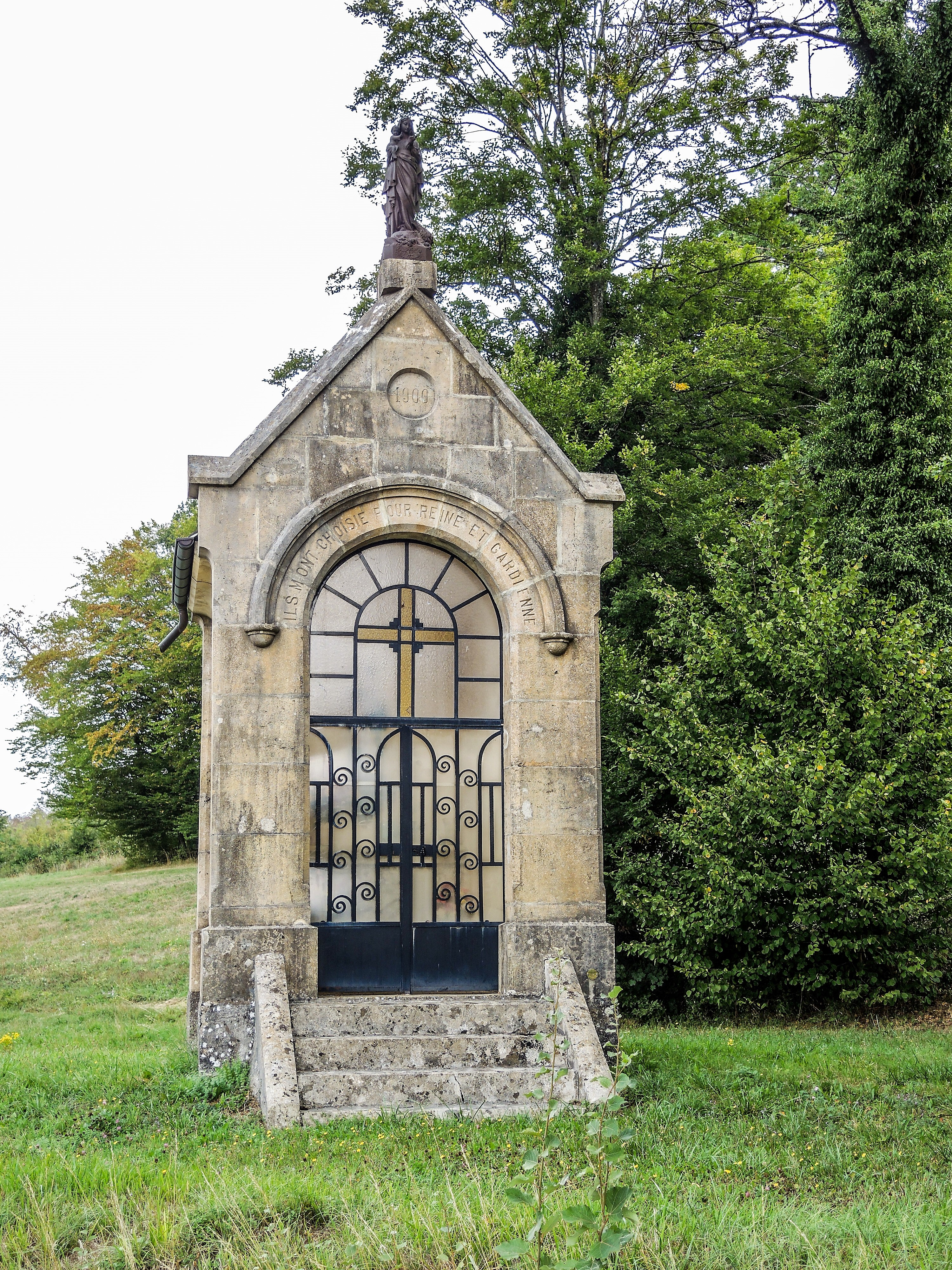
Chapelle Notre-Dame-des-Champs.
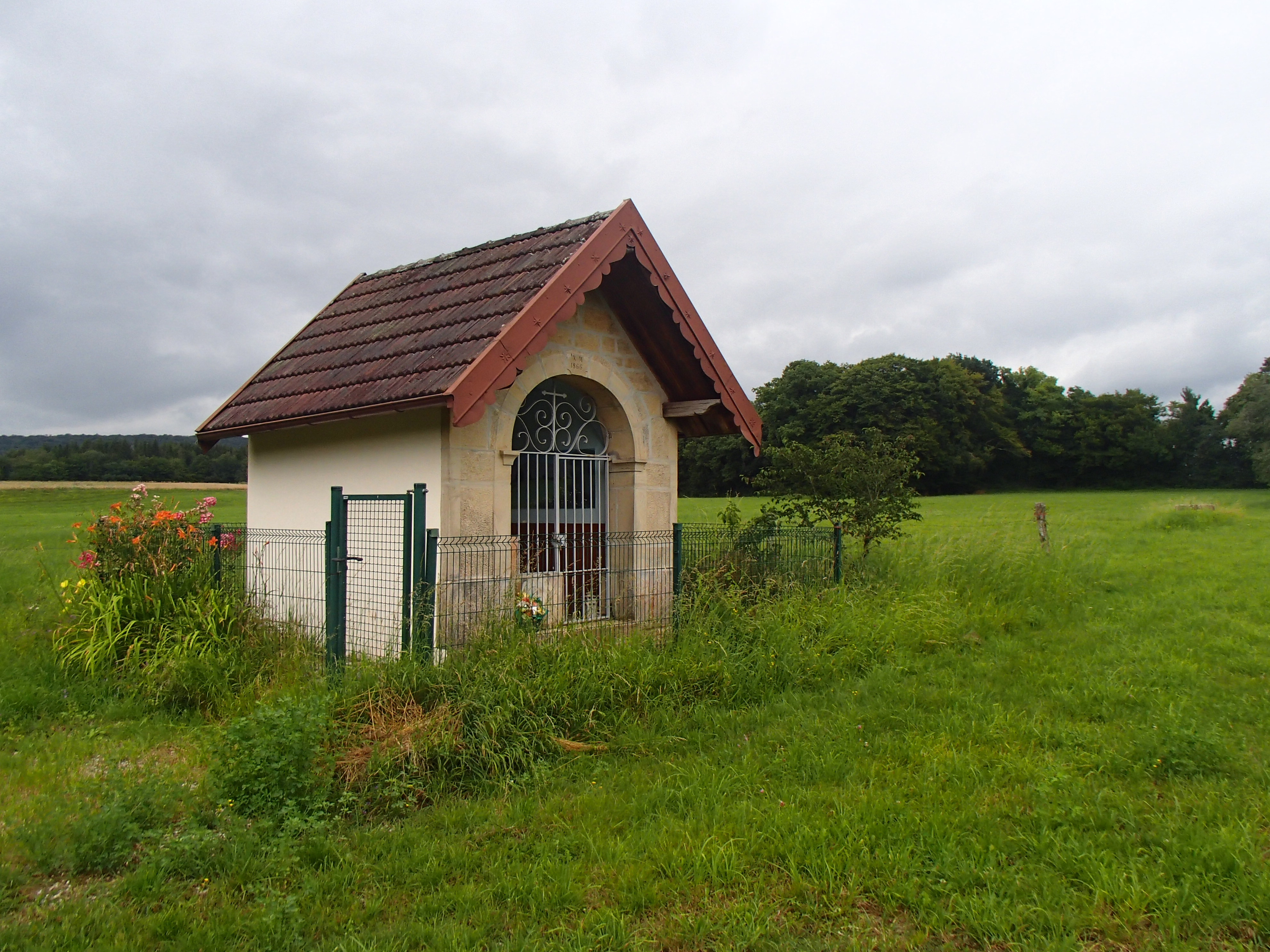
Chapelle de la combe Violot.
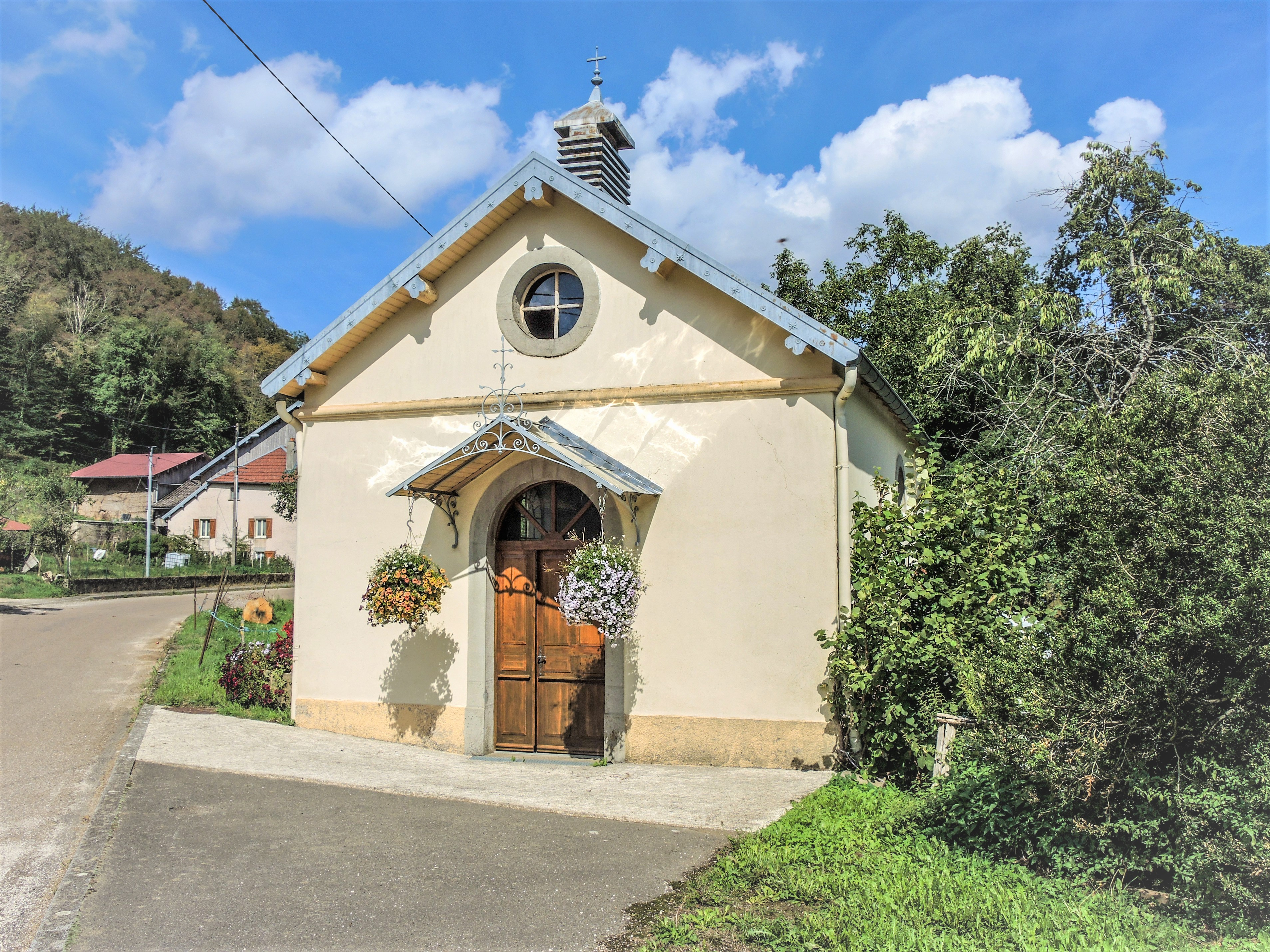
Chapelle Saint-laurent de Tournedoz.
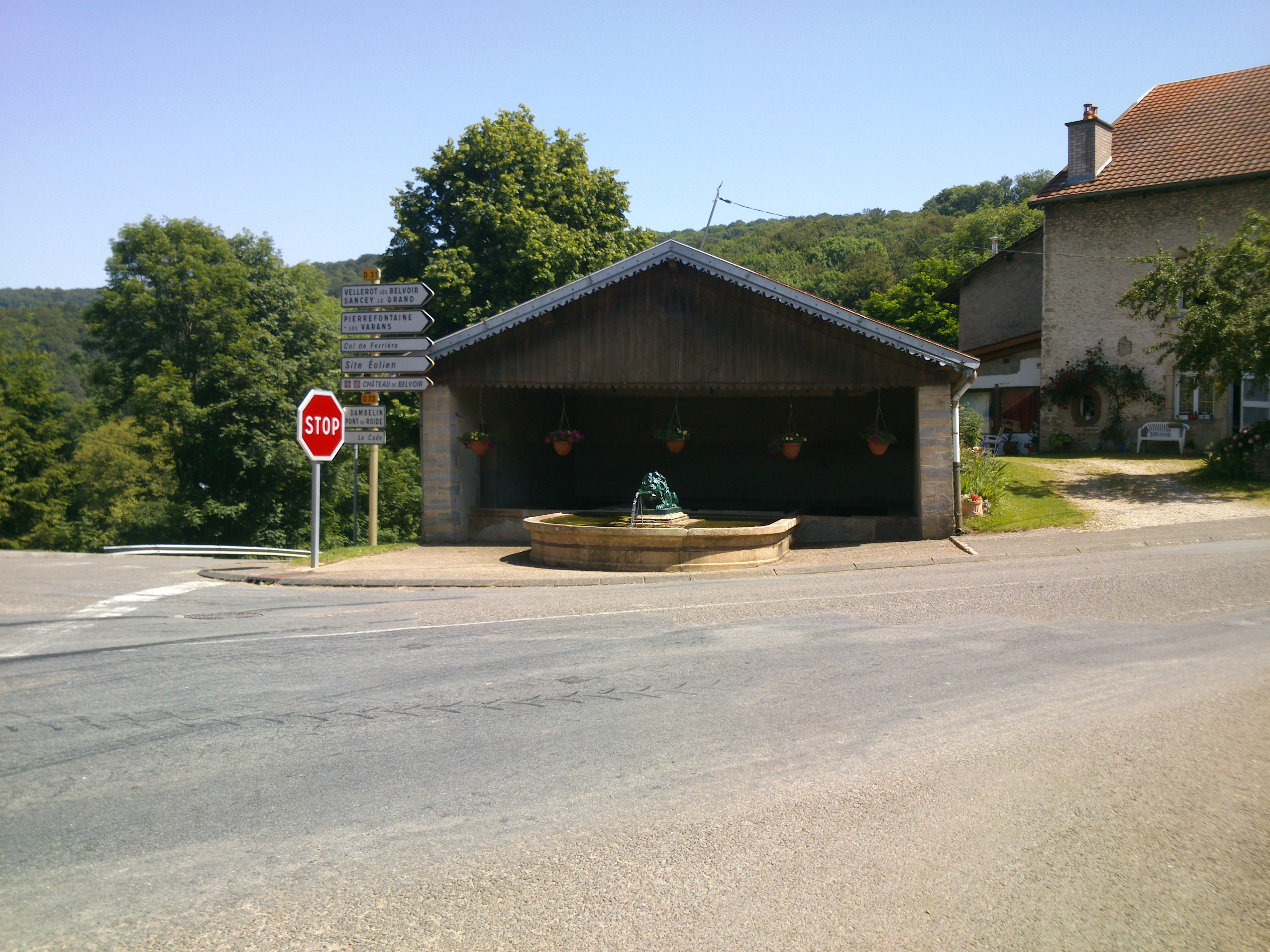
Fontaine au lion à Glainans.
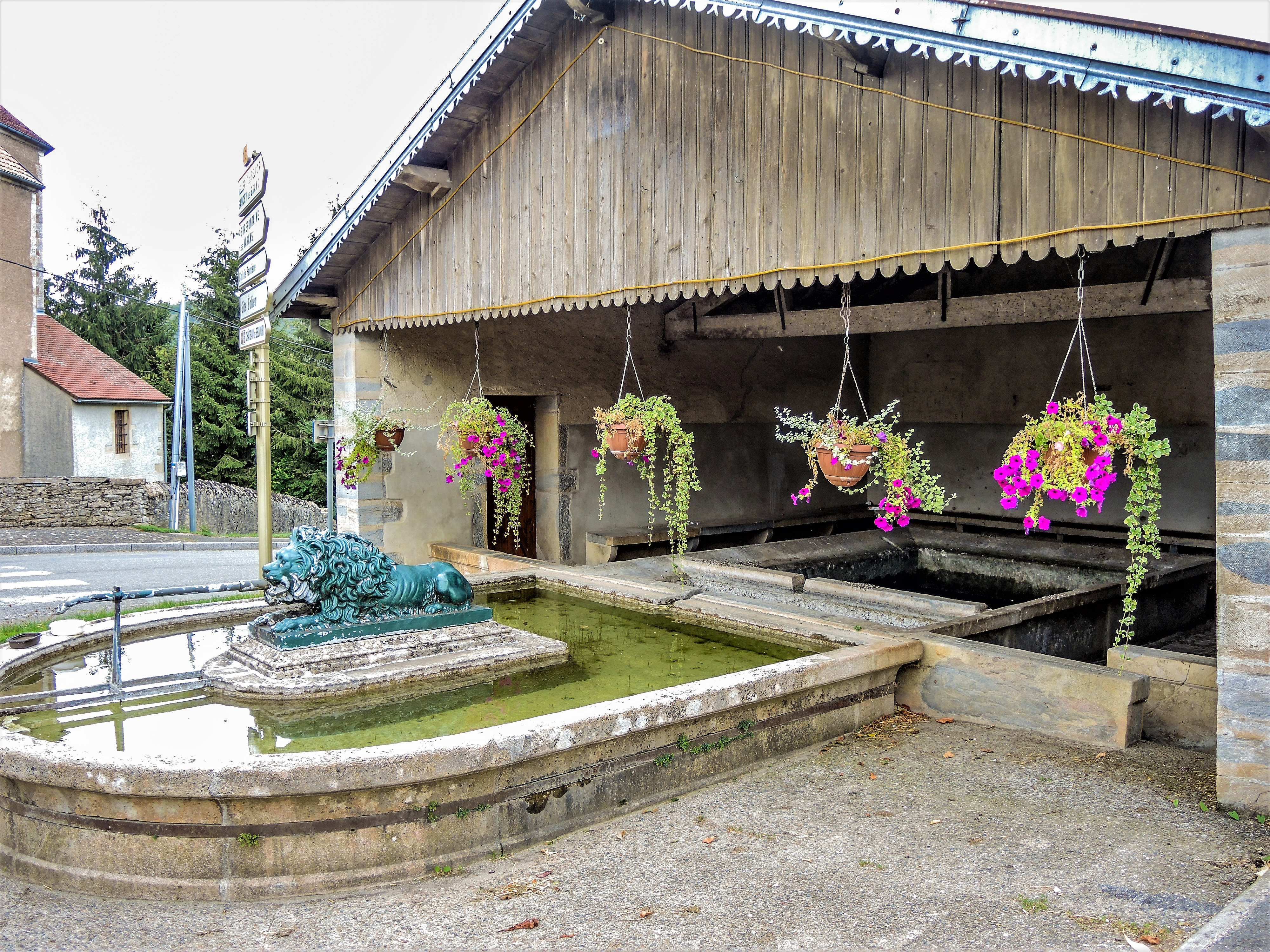
Fontaine-lavoir-abreuvoir au lion.

## Héraldique
| Blason de Anteuil | Blason  | Écartelé: au 1er fascé d'argent et d'azur, au 2e de gueules à la bande d'or côtoyée de deux cotices du même, au 3e de gueules à l'épée d'argent garnie d'or posée en fasce, au 4e d'azur au mont de six coupeaux d'argent surmonté d'une étoile d'or. |
| Blason de Anteuil | Détails | Le statut officiel du blason reste à déterminer. |